# Oligotrichum laevifolium
Oligotrichum laevifolium là một loài rêu trong họ Polytrichaceae. Loài này được Thér. mô tả khoa học đầu tiên năm 1924.